# Robert Gibbs
Pour les articles homonymes, voir Gibbs.
Robert Lane Gibbs, né le 29 mars 1971 à Auburn (Alabama), est le premier porte-parole de la Maison-Blanche sous la présidence de Barack Obama, en poste de janvier 2009 à février 2011.

## Biographie
Robert Gibbs est un consultant politique américain. Il fut le directeur de communication du sénateur Barack Obama puis de la campagne présidentielle de celui-ci. Gibbs, qui travaille avec Obama depuis 2004, avait été auparavant le secrétaire de presse de John Kerry lors de sa campagne présidentielle de 2004 et était spécialisé dans les campagnes sénatoriales : directeur de la communication du comité de campagne sénatoriale démocrate et pour quatre campagnes de sénateurs démocrates, dont celle de Barack Obama dans l'Illinois en 2004 et de Fritz Hollings en 1998. Gibbs fut aussi le secrétaire de presse du représentant Bob Etheridge. Il fut critiqué en 2007 pour ses relations avec le groupe 527, un groupe politique qui avait lancé une campagne de publicité négative contre le candidat démocrate à la présidentielle Howard Dean durant la campagne de 2004. Le 22 novembre 2008, Gibbs fut annoncé comme étant le porte-parole de la future administration Obama.
Le 5 janvier 2011, il déclare sur CNN qu'il quitte son poste de porte-parole de la Maison-Blanche lors du prochain remaniement. En juin 2015, il devient directeur de la communication de McDonald's.

## Source
- (en) Cet article est partiellement ou en totalité issu de l’article de Wikipédia en anglais intitulé « Robert Gibbs » (voir la liste des auteurs).